# ФК Тирол (Инсбрук)
ФК Тирол е австрийски футболен клуб от град Инсбрук, съществувал между 1993 и 2002 г. Трикратен шампион в Австрийската Бундеслига.

## История
Отборът е основан през 1993 г., когато отборът на Сваровски (Тирол) губи лиценза си. На негово място в Инсбрук е основан ФК Тирол, който започва да играе в новосформираната Бундеслига вместо Сваровски. Под ръководството на треньора Хорст Кьопел тимът завършва на 4-то място. Тирол участва и в Купата на УЕФА, където на 1/8-финала отпада от Реал Мадрид. Кьопел не довършва сезона и за кратко Тирол е поет от Волфганг Шварц.
През 1994 г. треньор на Тирол става австрийската футболна легенда Ханс Кранкъл. Отборът се класира на 5-о място в първенството и отново играе в Купата на УЕФА. В първия кръг на турнира е отстранен Динамо Тбилиси (0:1 и 5:1), но във втори кръг австрийците губят от Депортиво Ла Коруня (2:0, 0:4). Резултатите не задоволяват ръководството и Кранкъл напуска мениджърския пост.
През сезон 1995/96 Тирол постига най-големия си европейски успех – 1/2-финал в турнира Интертото. Австрийците записват престижни победи над Кьолн и Байер (Леверкузен), но в полуфиналите са разгромени от РК Страсбург (1:1 и 1:6). Под ръвкодоството на Дитмар Константини Тирол заема 3-то място в Бундеслигата – най-добър резултат от създаването на тима. Тимът продължава участието си в Купата на УЕФА, но не успява да прескочи квалификационните кръгове.
Тирол изживява най-силните си години под ръководството на Курт Яра – Тирол печели две титли на страната – 1999/00 и 2000/01 и играе финал за националната купа. В Купата на УЕФА тиролци отстраняват Фиорентина в квалификациите след равенство 2:2 и победа с 3:1.
През сезон 2001/02 Тирол е поет от Йоаким Льов. Отборът играе в трети квалификационен кръг в Шампионска лига срещу Локомотив (Москва). Московчани печелят първия двубой с 3:1, а в реванша побеждават с 1:0. След протест на Тирол за втори жълт картон за играча на „железничарите“ Руслан Пименов, без отсъден червен картон, се играе трети мач. Австрийците са на крачка от груповата фаза, печелейки с 1:0. Намесите на вратаря на Локомотив Руслан Нигматулин се оказват ключови за класирането на руснаците напред. В края на сезона е спечелена трета поредна шампионска титла. Финансовите средства обаче не достигат и след края на сезон 2001/02 клубът е ликвидиран.

## Срещи с български отбори
| Сезон   | Турнир       | Фаза      |                                     | Резултати |
| ------- | ------------ | --------- | ----------------------------------- | --------- |
| 1995/96 | Купа на УЕФА | 1-ви кръг | Славия (София) – ФК Тирол (Инсбрук) | 1:1; 1:4  |

## Известни футболисти
- Сюлейман Сане
- Станислав Черчесов
- Андрей Иванов
- Радослав Гилевич

## Известни треньори
- Ханс Кранкъл
- Йоаким Льов